# Кылыч-Арслан III
Кылыч-Арслан III (тур. III. Kılıç Arslan; умер в 1205 году близ Коньи) — конийский султан в 1204—1205 годах, сын Сулейман-шаха II. Был возведён на трон в детском возрасте в 1204 году после смерти отца. Через восемь месяцев в 1205 году Кей-Хосров I сверг Кылыч-Арслана. В том же году, вероятно, Кылыч-Арслан умер в заключении в замке недалеко от Коньи.

## Биография
Кылыч-Арслан был сыном сельджукского султана Рума Рукнеддина Сулейман-шаха II. Дед Кылыч-Арслана, Кылыч-Арслан II, перед смертью разделил своё царство между 9 сыновьями. Сулейману при этом достался город Токат, после чего между братьями началась борьба за власть. В этой борьбе Сулейман-шах вышел победителем. В 1196 году он сверг Кей-Хосрова I, сбежавшего в Дамаск, а затем в Константинополь.
Когда в 1204 году Сулейман-шах внезапно умер в походе в Грузию на пути между Коньей и Малатьей, Кылыч-Арслан был ещё ребёнком (согласно Т. Райс, ему было 3 года). Некоторые сельджукские эмиры (Нух Алп, Туз-бек и другие, служившие ему издавна) возвели Кылыч-Арслана на трон анатолийских сельджуков.
В 1204 году Константинополь был захвачен крестоносцами. Император Феодорос Ласкарис создавал византийское государство в Анатолии со столицей в Никее. По мнению историка Г. О. Безер, захват Константинополя участниками Четвёртого крестового похода и сложившаяся вследствие этого политическая ситуация в Анатолии, показали, что государству нужен правитель зрелый, а не ребёнок. Против малолетнего султана были эмир Мубаризуддин Эртокуш и перешедшие на службу к сельджукам Данышмендиды Музафферуддин Махмуд, Захируддин и Бедреддин Юсуф. Они решили восстановить на престоле бывшего султана Кей-Хосрова I, скрывавшегося в Константинополе. За время изгнания Кей-Хосров женился на дочери Мануила Маврозома, который был владельцем небольшого острова недалеко от Константинополя, где семья (и Кей-Хосров) нашла убежище во время осады города крестоносцами. Там Кей-Хосрову передали, что его брат умер и пригласили его на трон. Феодор Ласкарис заключил соглашение с Кылыч-Арсланом III о ненападении. С Кей-Хосровом он тоже заключил соглашение, по которому Феодор обязался пропустить Кей-Хосрова в столицу анатолийских сельджуков, Конью. Кей-Хосров в ответ обещал завоёванные сельджукам Денизли и Хоназ передать Мануилу Маврозому, и оставить своих сыновей Кей-Кавуса и Кей-Кубада заложниками в Никее.
Кей-Хосров прибыл в Улуборлу (на границе между сельджуками и греками) со своей свитой. В январе 1205 года он был с армией у Коньи и начал осаду. Защитники города заявили, что не отдадут ему город, так как поклялись в верности Кылыч-Арслану III. Через месяц Кей-Хосрову I пришлось снять осаду и отступить в Ильгин. Жители Аксарая прочитали хутбу от имени Кей-Хосрова и пригласили его в город. После этого жители Коньи отправили к Кей-Хосрову I послов и пригласили его в Конью султаном, поставив условие, что он не станет причинять вреда своему племяннику Кылыч-Арслану. В марте 1205 года Кей-Хосров дал обещание пощадить племянника, прибыл в Конью и сел на трон во второй раз. Вместе с сыновьями он приветствовал племянника Кылыч-Арслана, который явился подчиниться дяде. Правление Кылыч-Арслана длилось около восьми месяцев.
Сначала Кей-Хосров издал указ, что Кылыч-Арслан будет жить в Токате, но затем, ещё до того, как свергнутый султан отправился из столицы, Кей-Хосров передумал и велел заключить племянника в замке Гевеле недалеко от Коньи. Более Кылыч-Арслан в источниках не упоминался. Либо он в тюрьме почти сразу умер естественной смертью, либо был убит. Ибн аль-Асир, Бар-Эбрей, Аксарайи, Бейбарс аль-Мансури, Нигдели Кади Ахмед и Хамдаллах Казвини сообщали, что Кылыч-Арслан был заключён в тюрьму и умер или был убит там. По мнению турецких историков О. Турана и С. Кайи, отсутствие дальнейших упоминаний о нём свидетельствует, что он «был ликвидирован». И. Х. Коньялы утверждал, что Кылыч-Арслан   был убит в 1205 году в замке Гевеле на горе Таккели.
Во время короткого правления Кылыч-Арслана III, согласно Ибн-Биби, были присоединены замок и провинция Ыспарта. Также Ибн-Биби сообщал, что исламские правители, армянский текфур и греческий кайзер присылали сельджукам дань.